# Настольный теннис на летних Олимпийских играх 2012
Соревнования по настольному теннису на летних Олимпийских играх 2012 прошли с 28 июля по 7 августа. Были разыграны 4 комплекта наград: в личном и командном первенстве у мужчин и женщин.

## Медали

### Общий зачёт
(Жирным выделено самое большое количество медалей в своей категории; принимающая страна также выделена)
| Общее количество медалей |                  |        |         |        |       |
| Место                    | Страна           | Золото | Серебро | Бронза | Всего |
| 1                        | Китай            | 4      | 2       | 0      | 6     |
| 2-3                      | Япония           | 0      | 1       | 0      | 1     |
| 2-3                      | Республика Корея | 0      | 1       | 0      | 1     |
| 4-5                      | Сингапур         | 0      | 0       | 2      | 2     |
| 4-5                      | Германия         | 0      | 0       | 2      | 2     |

### Медалисты

#### Мужчины
| Дисциплина       | Золото                                | Серебро                                             | Бронза                                                   |
| Одиночный разряд | Чжан Цзикэ Китай                      | Ван Хао Китай                                       | Дмитрий Овчаров Германия                                 |
| Командный разряд | Китай · Ван Хао · Ма Лун · Чжан Цзикэ | Республика Корея · О Сан Ын · Ю Сын Мин · Чу Се Хёк | Германия · Тимо Болль · Дмитрий Овчаров · Бастиан Штегер |

#### Женщины
| Дисциплина       | Золото                             | Серебро                                              | Бронза                                        |
| Одиночный разряд | Ли Сяося Китай                     | Дин Нин Китай                                        | Фэн Тяньвэй Сингапур                          |
| Командный разряд | Китай · Го Юэ · Ли Сяося · Дин Нин | Япония · Касуми Исикава · Аи Фукухара · Саяко Хирано | Сингапур · Фэн Тяньвэй · Ли Цзявэй · Ван Юэгу |

## Спортивные объекты
| ExCeL London                     |
| -------------------------------- |
| Вид снаружи                      |
| Вместимость: между 6000 и 10 000 |

## Квалификация
Каждая страна могла быть представлена тремя спортсменами, но не более двух в одиночных разрядах. Таким образом уровень олимпийского турнира был искусственно занижен из-за данного ограничения, поскольку некоторые игроки с более высоких позиций мирового рейтинга ИТТФ не были квалифицированы для участия в турнире. Например, из-за данного ограничения «пострадал» китайский игрок Ма Лун. На момент отбора китайских спортсменов для мужского одиночного турнира (май 2011 года) Ма Лун занимал 5-е место в мировом рейтинге ИТТФ. Несмотря на то, что в момент проведения мужского одиночного турнира ОИ-2012 спортсмен занимал 2-е место в рейтинге ИТТФ, он не был допущен к участию в мужском одиночном турнире. Стал олимпийсиом чемпионом в командном разряде.